# تحتمس (أمير)
تحتمس (مصرية قديمة: المولود من تحوت) كان الابن الأكبر للفرعون أمنحتب الثالث والملكة تيي ،والأخ الشقيق لأخناتون خلال  الأسرة الثامنة عشرة في مصر. أدى وفاته المبكر الى تولي اخناتون العرش لاحقًا.
 

## حياة

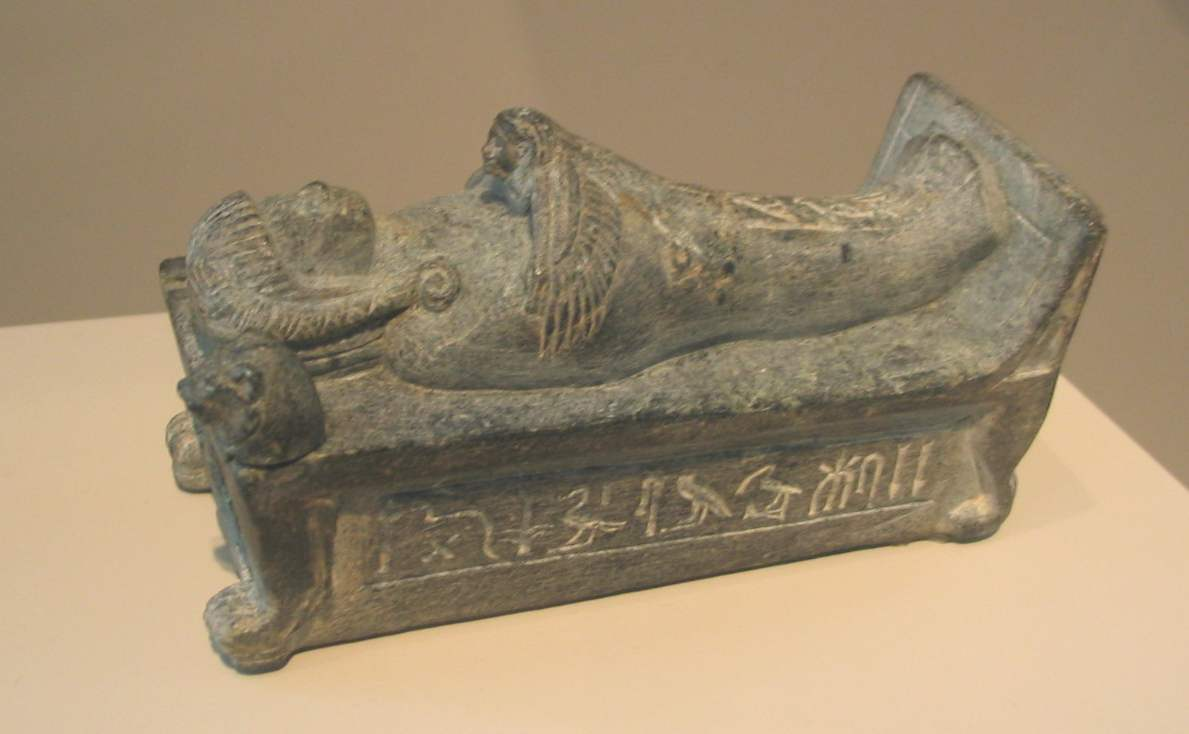
تمثال تحتمس وهو مستلقي كمومياء وعليه طائر البا في متحف برلين.

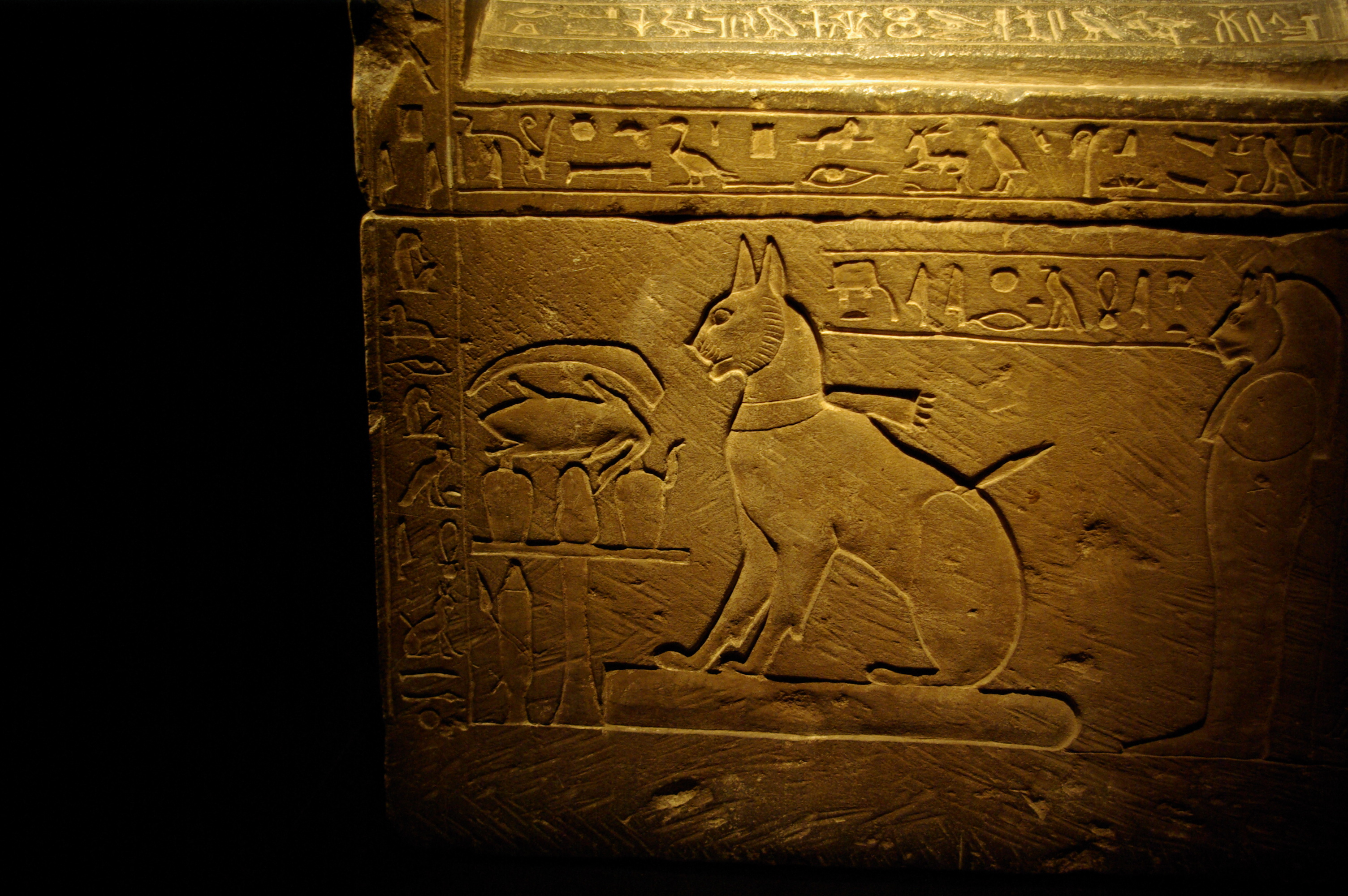
تابوت لقطة الأمير تحتمس

كان تحتمس الابن الأكبر للفرعون أمنحتب الثالث،زوجته الملكة تي واخوه كان اخناتون،و أخواته سيت امون، وإيسيت، وحنوتانب، ونبيتية، وربما بيكت آتون
أصبح الأمير تحتمس كاهنًا لبتاح، وألقاب تحتمس المعروفة هي:ولي العهد، والمشرف على كهنة مصر العليا والسفلى، ورئيس كهنة بتاح في منف، وكاهن الجنائزي لبتاح'. 
يُعرف تحتمس من خلال عدد صغير نسبيًا من الأشياء. يُظهر تمثال صغير متحف اللوفر للأمير وهو يطحن الحبوب ، ويصوره تمثال صغير آخر في برلين كمومياء مستلقية على نعش وعلى صدره طائر البا. وتنص نصوص التمثال على التالي:
تم إكتشاف تابوت من الحجر الجيري لقطة تحتمس، تا-مياو (القطّة)، الموجود الآن في متحف القاهرة. يثبت تابوت القط للأمير تحتمس بشكل قاطع أنه كان بالفعل الابن الأكبر لأمنحتب الثالث، لأنه يوفر لقبه الحالي آنذاك "ولي العهد". كما أيضًا يوجد مجموعه 7 أزواج من المزهريات الكالسيت والفخارية. في متحف اللوفر.

## وفاة
يختفي تحتمس من السجل التاريخي، وبالتالي يبدو أنه توفي في وقت ما خلال العقد الثالث والأخير من حكم أمنحتب الثالث.وخلفه أخوه الأصغر أمنحتب الرابع، الذي عرف فيما بعد باسم أخناتون، والدهما على العرش.
لا يزال قبر تحتمس الأصلي مجهولاً. وربما تم إعادة دفنه في مقبرة أمنحتب الثاني المنحوتة في الصخر KV35 في وادي الملوك. كان القبر بمثابة مخبأ مومياء لأفراد العائلة المالكة في المملكة الحديثة خلال الفترة الانتقالية الثالثة.
كما تم العثور على مومياواتين في KV35 نسبتا إلى تحتمس. الأول هو صبي صغير توفي في سن العاشرة تقريبًا وتم العثور عليه مع مومياء الملكة تي والسيدة الصغرى. والآخر هو ما يسمى بالمومياء على القارب، والتي يبدو أنها كانت لذكر بالغ، ولكن لسوء الحظ تم تدميرها على يد لصوص المقابر المعاصرين في عام 1901 وفقدت الآن. ومن الممكن أيضًا أن تكون إحدى المومياوتان بقايا الأمير ويبنسنو، ابن أمنحتب الثاني.

## وصلات خارجية
(Thutmose (son of Amenhotep III